# 少牙副獅子魚
少牙副獅子魚，為輻鰭魚綱鮋形目杜父魚亞目獅子魚科的其中一種，分布於東北太平洋區，從加拿大卑詩省至美國奧勒岡州外海海域，棲息深度1536-2275公尺，體長可達16.4公分，為深海底棲性魚類，屬肉食性，生活習性不明。

## 擴展閱讀
維基物種上的相關：少牙副獅子魚